# Hedemora stad
Hedemora stad var en stad och kommun i Kopparbergs län.

## Administrativ historik
Hedemora är den äldsta staden i Dalarna och fick sina stadsrättigheter 1446, utfärdade av Kristofer av Bayern, vilka erkändes 1449 av Karl Knutsson (Bonde). 
Staden blev en egen kommun, enligt Förordning om kommunalstyrelse i stad (SFS 1862:14) från och med den 1 januari 1863, då Sveriges kommunsystem infördes.
Stadens territorium ändrades flera gånger:
- 1919 - Enligt beslut 15 november 1918 överfördes områden från Hedemora landskommun till Hedemora stad och i motsatt riktning. Från staden överförda ingick enklaver tillhörande inom stadens område vars tillhörighet varit oviss, samt inom staden belägna men landskommunen tillhöriga delar av Emaus, pastorsbostället, komministerbostället, Munkbo m. m., dock med vissa undantag. Från Hedemora stad till landskommunen överfördes jordområden tillhörande staden men belägna inom landskommunens område, nämligen Örängarna, Gräsuddarna, Källviken, Källberga, Dalkarlsbojorden, Hörnbotägten, fäbodstället vid Norn, Laggarbo, Årängarna och Färnemyran samt tre fler icke namngivna områden.[1] Områdena som överfördes från landskommunen till staden hade 66 invånare, medan de områden som överfördes från staden till landskommunen hade 56 invånare.[2]
- 1957 - Till staden överfördes från Hedemora landskommun ett område med 226 invånare och omfattande en areal av 0,73 kvadratkilometer, varav 0,72 land. Samtidigt överfördes i motsatt riktning ett obebott område omfattande en areal av 0,18 km², varav allt land.[3]
- 1967 – Staden inkorporerade Hedemora landskommun (med 6 546 invånare) och Husby landskommun (med 4 903 invånare).[4]
- 1969 – Från staden överfördes till Norbergs köping i Västmanlands län ett obebott område med en areal av 0,02 km², varav allt land.[4]

1971 ombildades staden till Hedemora kommun. 1 januari 2016 inrättades distriktet Hedemora, med samma omfattning som Hedemora församling hade 1999/2000 och fick 1961, och vari detta område ingår.
Staden hade egen jurisdiktion fram till 1937 då den tillsammans med Säters stad uppgick i Hedemora tingslag.  Från 1921 hade man dock haft gemensam borgmästare med Säters stad.

### Kyrklig tillhörighet
Staden tillhörde i kyrkligt hänseende Hedemora stadsförsamling, som den 1 januari 1961 (sex år före motsvarande kommuner) tillsammans med Hedemora landsförsamling uppgick i Hedemora församling. Denna uppgick 2010 i Hedemora-Garpenbergs församling.

### Sockenkod
För registrerade fornfynd med mera så återfinns staden inom ett område definierat av sockenkod 2355 som motsvarar den omfattning Hedemora socken med staden hade kring 1950.

## Stadsvapen
Blasonering: I fält av silver en grön gran.  
Vapenbilden går tillbaka ett sigill från 1589. Det fastställdes 1943. Efter kommunbildningen registrerades vapnet i PRV år 1974. De övriga ingående enheterna hade också vapen, vars giltighet upphörde. 

## Geografi
Hedemora stad omfattade den 1 januari 1952 en areal av 13,00 km², varav 11,70 km² land.

### Tätorter i staden 1960
I Hedemora stad fanns del av tätorten Hedemoraa, som hade 6 024 invånare i staden den 1 november 1960. Tätortsgraden i staden var då 100,0 procent.

## Befolkningsutveckling
| Befolkningsutvecklingen i Hedemora stad 1820–1970 | Befolkningsutvecklingen i Hedemora stad 1820–1970 | Befolkningsutvecklingen i Hedemora stad 1820–1970 | Befolkningsutvecklingen i Hedemora stad 1820–1970 | Befolkningsutvecklingen i Hedemora stad 1820–1970 |
| --- | ------------------------------------------------- | ------------------------------------------------- | ------------------------------------------------- | ------------------------------------------------- |
| |                                                   |                                                   |                                                   |                                                   |
| År |                                                   |                                                   | Folkmängd                                         |                                                   |
| 1820 | 1820                                              |                                                   | 875                                               |                                                   |
| 1830 | 1830                                              |                                                   | 937                                               |                                                   |
| 1840 | 1840                                              |                                                   | 1 007                                             |                                                   |
| 1850 | 1850                                              |                                                   | 1 044                                             |                                                   |
| 1860 | 1860                                              |                                                   | 1 137                                             |                                                   |
| 1870 | 1870                                              |                                                   | 1 137                                             |                                                   |
| 1880 | 1880                                              |                                                   | 1 377                                             |                                                   |
| 1890 | 1890                                              |                                                   | 1 586                                             |                                                   |
| 1900 | 1900                                              |                                                   | 1 586                                             |                                                   |
| 1910 | 1910                                              |                                                   | 2 709                                             |                                                   |
| 1920 | 1920                                              |                                                   | 3 224                                             |                                                   |
| 1930 | 1930                                              |                                                   | 3 800                                             |                                                   |
| 1940 | 1940                                              |                                                   | 4 326                                             |                                                   |
| 1950 | 1950                                              |                                                   | 5 057                                             |                                                   |
| 1960 | 1960                                              |                                                   | 6 047                                             |                                                   |
| 1970 | 1970                                              |                                                   | 10 835                                            |                                                   |
| Anm: Befolkningen i Hedemora stad tillhörde Hedemora stadsförsamling. 1961 slogs stadsförsamlingen ihop med landsförsamlingen. Folkmängden 1970 inkluderar därför även landsbygden. Källor: Umeå universitet - Tabellverket 1749-1859, Demografiska databasen, CEDAR, Umeå universitet. |                                                   |                                                   |                                                   |                                                   |

## Politik

### Mandatfördelning i valen 1919-1966
| 6 | 11 | 8 |

| 23 |

| 5 | 11 | 9 |

| 24 |

| 6 | 10 | 9 |

| 25 |

| 6 | 8 | 4 | 7 |

| 24 |

| 6 | 2 | 7 | 2 | 8 |

| 25 |

| 9 | 8 | 8 |

| 25 |

| 12 | 3 | 5 | 5 |

| 24 |

| 12 | 3 | 5 | 5 |

| 23 |

| 2 | 11 | 2 | 6 | 4 |

| 24 |

| 14 | 8 | 3 |

| 25 |

| 13 | 7 | 5 |

| 24 |

| 13 |  | 5 | 6 |

| 22 |

| 13 | 2 | 5 | 5 |

| 23 |

| 2 | 18 | 10 | 5 |  | 4 |

| 35 |